# Krông Pắc (huyện)
Krông Pắc (còn được viết là Krông Pắk) là một huyện thuộc tỉnh Đắk Lắk, Việt Nam.
Tên huyện theo chữ Êđê là Krông Pač (đọc là cờ-rông pách) chữ "č" (c có dấu á (ă) tương tự chữ ch trong tiếng Việt), ví dụ Cư Huê là Čư Huê (Čư là núi). Tên gọi này được đặt theo tên của sông Krông Pắc, một trong hai phụ lưu hợp thành của sông Krông Ana, đồng thời là phụ lưu cấp 2 của sông Srêpốk.

## Địa lý
Huyện Krông Pắc nằm ở phía đông tỉnh Đắk Lắk, có vị trí địa lý:
- Phía đông giáp huyện Ea Kar
- Phía tây giáp thành phố Buôn Ma Thuột
- Phía tây bắc giáp huyện Cư M'gar
- Phía nam giáp huyện Krông Bông
- Phía tây nam giáp huyện Cư Kuin
- Phía bắc giáp thị xã Buôn Hồ.

Huyện Krông Pắc có diện tích 625,81 km², dân số năm 2023 là 241.519 người, gồm các dân tộc: Kinh, Êđê, Tày, Nùng, M'nông, Vân kiều, H'Mông... Trong đó dân tộc Kinh chiếm khoảng 65%.

## Hành chính
Huyện Krông Pắc có 16 đơn vị hành chính cấp xã trực thuộc, bao gồm thị trấn Phước An (huyện lỵ) và 15 xã: Ea Hiu, Ea Kênh, Ea Kly, Ea Knuếc, Ea Kuăng, Ea Phê, Ea Uy, Ea Yiêng, Ea Yông, Hòa An, Hòa Đông, Hòa Tiến, Krông Búk, Tân Tiến, Vụ Bổn.

## Lịch sử
Năm 1923, tỉnh Darlac được thành lập và được đặt dưới quyền cai trị của một công sứ Pháp. Ban đầu, dưới chính quyền cấp tỉnh không phân thành các cấp hành chính như ở miền xuôi, mà chỉ có các tòa đại lý hành chính quản lý theo vùng. Mãi đến năm 1931, Toàn quyền Đông Dương ra nghị định thành lập đơn vị hành chính cấp quận ở các tỉnh Tây Nguyên, tương tự như các quận ở Nam Kỳ. Tỉnh Darlac gồm 5 quận: Buôn Mê Thuộc, Buôn Hồ, Lăk, Đăk Song, M'Đrăk, với 440 buôn làng.
Nghị định số 356-BNV/HC/NĐ của chính quyền Việt Nam Cộng hòa ngày 2 tháng 7 năm 1958 ấn định tỉnh Darlac có 5 quận, 21 tổng và 77 xã. Trong đó, quận Ban Mê Thuột có 4 tổng, quận Lạc Thiện (đổi tên từ quận Lăk) có 7 tổng, quận M’Đrak có 4 tổng, quận Đak Song có 2 tổng và quận Buôn Hồ có 4 tổng.
Năm 1959, quận M'Đrak bị giải thể. Trong đó, 2 tổng Krong Hinh và Krong Jing được sáp nhập vào tỉnh Khánh Hòa để thành lập quận Khánh Dương thuộc tỉnh Khánh Hòa, còn 2 tổng Ea Bar và Krong Pa được sáp nhập vào tỉnh Phú Yên để thành lập quận Phú Đức thuộc tỉnh Phú Yên.
Sau năm 1975, quận Phước An sáp nhập với quận Khánh Dương (thuộc tỉnh Khánh Hòa) thành huyện Krông Pắc, gồm 19 xã: Cư Kty, Ea Bhốk, Ea Kar, Ea Knuếc, Ea Kuăng, Ea Ktur, Ea Trang, Ea Trul, Ea Yiêng, Ea Yông, Hòa An, Hòa Hiệp, Hòa Lễ, Hòa Sơn, Hòa Tiến, Khuê Ngọc Điền, Krông Bông, Krông Búk và Krông Jing.
Ngày 30 tháng 8 năm 1977, Hội đồng Chính phủ ban hành Quyết định 230-CP. Theo đó, tách 2 xã: Krông Jing và Ea Trang để thành lập huyện M'Drắk. Huyện Krông Pắc còn lại 17 xã.
Ngày 20 tháng 4 năm 1978, thành lập 3 xã: Hòa Thành, Hòa Tân và Hòa Phong.
Ngày 17 tháng 9 năm 1981, chia xã Ea Yiêng thành 2 xã: Ea Yiêng và Ea Uy.
Ngày 19 tháng 9 năm 1981, Hội đồng Bộ trưởng ban hành Quyết định 75-HĐBT. Theo đó:
- Tách 3 xã: Ea Bhôk, Ea Ktur và Hòa Hiệp để thành lập huyện Krông Ana (nay 3 xã này thuộc huyện Cư Kuin)
- Tách 9 xã: Cư Kty, Ea Trul, Hòa Lễ, Hòa Phong, Hòa Sơn, Hòa Tân, Hòa Thành, Khuê Ngọc Điền và Krông Bông để thành lập huyện Krông Bông.

Huyện Krông Pắc còn lại 9 xã: Ea Kar, Ea Knuếc, Ea Kuăng, Ea Uy, Ea Yiêng, Ea Yông, Hòa An, Hòa Tiến và Krông Búk.
Ngày 12 tháng 11 năm 1983, chia xã Ea Kuăng thành 3 xã: Ea Kuăng, Ea Phê và Ea Hiu.
Ngày 13 tháng 9 năm 1986, Hội đồng Bộ trưởng ban hành Quyết định 108-HĐBT. Theo đó, chuyển xã Ea Kar về huyện Ea Kar mới thành lập.
Huyện Krông Pắc còn lại 10 xã: Ea Hiu, Ea Knuếc, Ea Kuăng, Ea Phê, Ea Uy, Ea Yiêng, Ea Yông, Hòa An, Hòa Tiến và Krông Búk.
Trong giai đoạn 1988-1994, huyện thành lập thêm 3 đơn vị hành chính: thị trấn Krông Pắc và 2 xã Ea Kênh, Tân Tiến.
Ngày 21 tháng 1 năm 1995, Chính phủ ban hành Nghị định 08/CP. Theo đó, chuyển xã Hòa Đông thuộc thành phố Buôn Ma Thuột về huyện Krông Pắc quản lý.
Ngày 18 tháng 11 năm 1996, Chính phủ ban hành Nghị định 71-CP. Theo đó:
- Chia xã Krông Búk thành 3 xã: Krông Búk, Ea Kly và Vụ Bổn
- Đổi tên thị trấn Krông Pắc thành thị trấn Phước An.

Ngày 26 tháng 11 năm 2003, Quốc hội ban hành Nghị quyết 22/2003/QH11 chia tỉnh Đắk Lắk thành hai tỉnh: Đắk Lắk và Đắk Nông, huyện Krông Pắc thuộc tỉnh Đắk Lăk, bao gồm 1 thị trấn và 15 xã như hiện nay.
Ngày 30 tháng 8 năm 2012, Bộ Xây dựng ban hành Quyết định 800/QĐ-BXD về việc công nhận thị trấn Phước An là đô thị loại IV.

## Kinh tế - xã hội

### Kinh tế
Huyện có thế mạnh là diện tích đất đỏ Bazan để phát triển cây cà phê. Đây là một trong những nơi đầu tiên được du nhập cây cà phê với đồn điền Ca Da do người Pháp xây dựng.

### Giáo dục
Huyện Krông Pắk có ngành giáo dục phát triển mạnh với 23 trường mẫu giáo mầm non, 51 trường tiểu học, 24 trường trung học cơ sở trực thuộc Phòng Giáo dục.

## Du lịch
Trên địa bàn huyện có Thiền viện Trúc Lâm Từ Giác đang trong giai đoạn thi công.